# Мирбах, Николай Николаевич
Никола́й Никола́евич Ми́рбах (1868 — 1915, Карпаты) — русский военачальник, генерал-майор, участник Первой мировой войны.

## Биография
Православный. Из дворян Нижегородской губернии.
Окончил 2-й кадетский корпус (1887) и Николаевское кавалерийское училище (1889), откуда выпущен был корнетом в 24-й драгунский Лубенский полк.
Чины: поручик (1892), штабс-ротмистр (1896), ротмистр (1900), подполковник (1903), полковник (за отличие, 1907), генерал-майор (1914).
Участвовал в русско-японской войны. Служил в 18-м гусарском Нежинском полку. Окончил Николаевскую военную академию (1914).
12 июня 1910 года назначен командиром 11-го гусарского Изюмского полка, с которым вступил в Первую мировую войну. Был награждён Георгиевским оружием
За то, что 11 августа 1914 г., лично поведя конную атаку своего полка, доведенную до удара в штыки, опрокинул венгерских гусар, наседавших на нашу конную артиллерию.
10 апреля (по другим данным — 13 апреля) 1915 года погиб в бою в Карпатах. Могила Мирбаха находится в селе Улич, Словакия.

## Награды
- Орден Святой Анны 3-й ст. с мечами и бантом (1904)
- Орден Святого Станислава 2-й ст. с мечами (1905)
- Орден Святой Анны 2-й ст. с мечами (1905)
- Орден Святого Владимира 4-й ст. с мечами и бантом (1905)
- Орден Святого Владимир 3-й ст. (ВП 21.03.1913)
- Георгиевское оружие (ВП 09.03.1915)